# السكك الحديدية في ليبيا

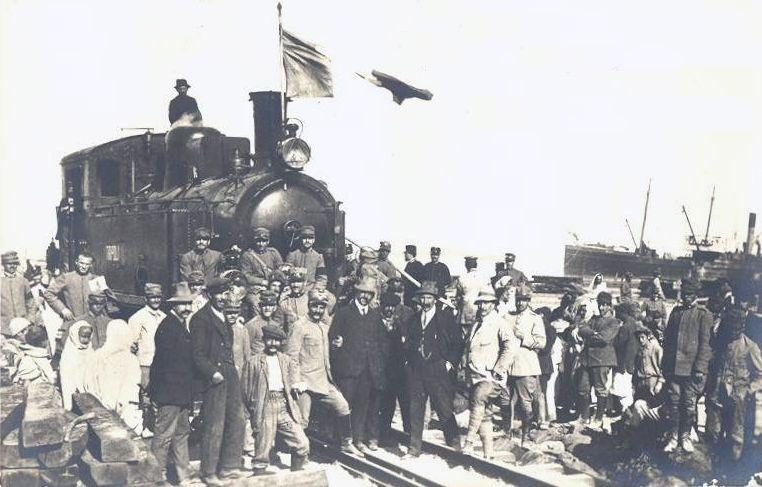
أول قاطرة إيطالية وصلت إلى ميناء طرابلس

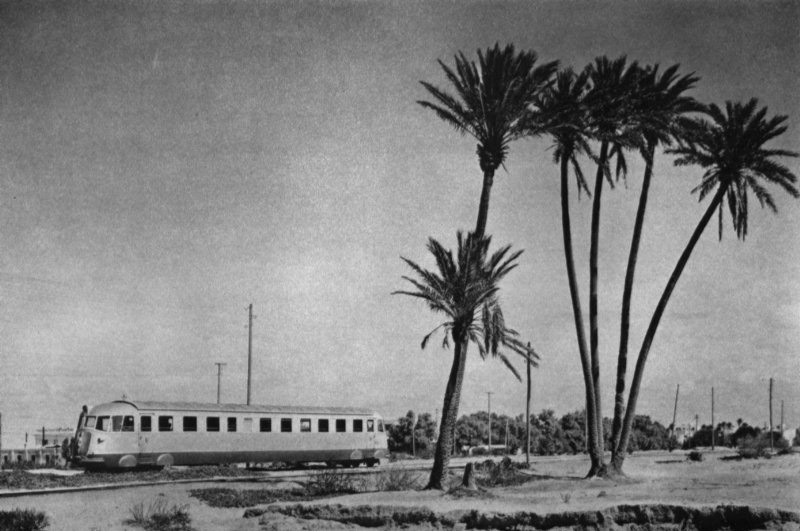
قطار من نوع فيات يمر عبر الريف الليبي.

ليس لليبيا سكك حديدية عاملة منذ العام 1965، إلا أنه يتم حاليا العمل على إنشاء شبكة للسكك الحديدية في البلاد.

## تاريخ

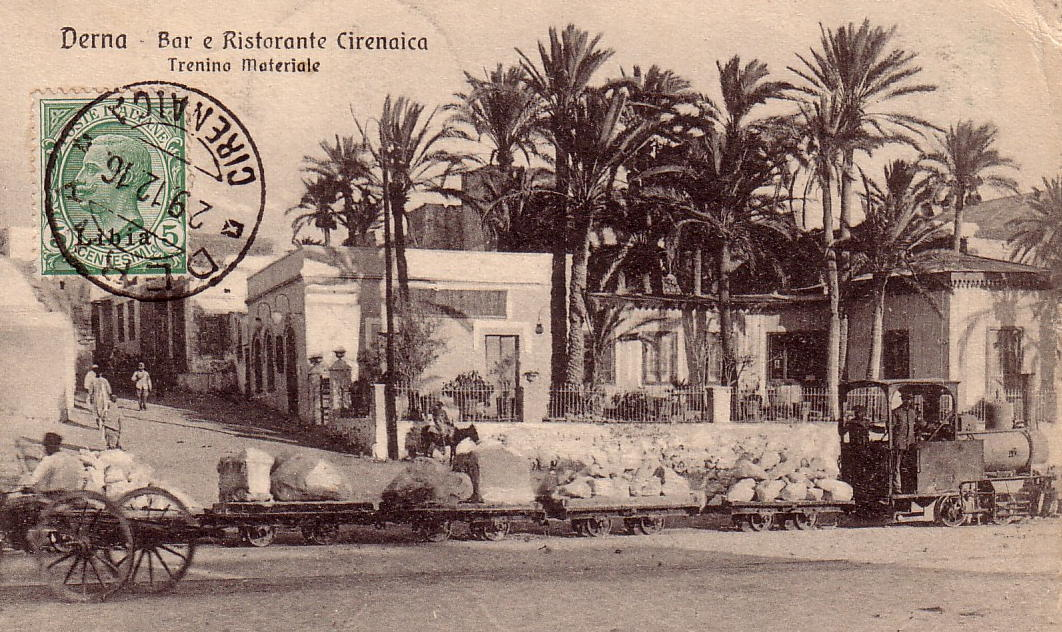
قطار نقل بضائع في درنة

شهدت أول خط للسكة الحديد في العام 1901 وكان خطا قصيرا للغاية بناه العثمانيون لغرض النقل بين ميناء بنغازي ومحجر سابق لاستخراج الكلس من ضاحية البركة في المدينة والتي كان يسكنها الموظفون والمسؤولون الأتراك. كما استخدموه أثناء تنقلهم إلى وظائفهم في وسط المدينة.
بعد الغزو الإيطالي لليبيا اهتمت إيطاليا ببناء خطوط للسكك الحديدية في برقة وطرابلس حيث قامت بين عامي 1914-1927 ببناء 3 خطوط للسكك الحديدية قصيرة نسبيا في برقة وهي: خط مدينة بنغازي-الرجمة بطول 30 كيلومتر والذي دشن في 20 سبتمبر 1914 وتم تمديده إلى الأبيار في العام 1927، جاعلا بنغازي محطة رئيسية لبرقة، وخط بنغازي-المرج وبلغ طوله 67 ميلا، وخط بنغازي-سلوق وبلغ طوله 56 كيلومتر وافتتح في 1921.

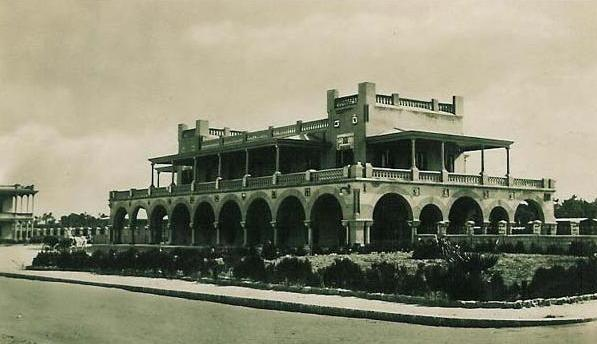
محطة قطارات طرابلس المركزية موجودة بمدينة جنزور وهي موجودة الي اليوم وتعتبر معلم أثري.

وفي طرابلس قام الإيطاليون العام 1913 ببناء خط حديدي يربط بين مدينة طرابلس والعزيزية وكان بطول 13 ميلا، كما تم إنشاء خط يمتد من طرابلس حتى زوارة في الغرب وبلغ طوله 73 ميلا. وتم الاشراف على هذه الخطوط جميعها من قبل «مصلحة السكك الحديدية الإيطالية» التي أشرفت عليها حتى العام 1922 حين تسلمتها حكومة الولاية في ليبيا.
وقبل قيام الحرب العالمية الثانية كان هناك خمسة خطوط مختلفة تنطلق من محطة طرابلس المركزية للقطارات هي: طرابلس-زوارة، طرابلس-غريان (60 ميل)، طرابلس-تاجوراء، الفرناج-الملاحة (10 أميال) وطرابلس-عين زارة، إضافة إلى عدد من السكك الفرعية الأخرى.

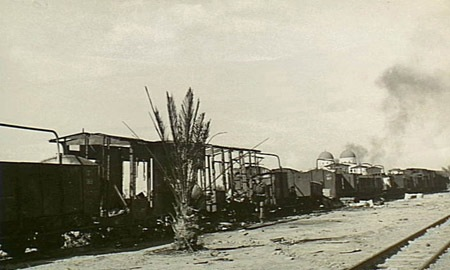
الدمار الذي لحق بالسكك الحديدية في بنغازي أثناء الحرب العالمية الثانية.

أصيبت شبكة السكك الحديدية الليبية بأضرار خلال الحرب العالمية الثانية فيذكر مثلا المستكشف جون آر دي "John R Day" في كتابه "Railways of Northern Africa" الذي صدر في لندن العام 1964، أن السكك الحديدية في إقليم طرابلس قد أصيبت بأضرار بالغة وبالأخص من الغارات الجوية الألمانية والإيطالية أثناء تقدم الجيش البريطاني الثامن في المنطقة، نفس الضرر لحق بسكك حديد برقة التي تعطلت عن العمل. لكن تم استئناف العمل بالسكك الحديدية أثناء فترة الإدارة العسكرية البريطانية في طرابلس وبرقة.

## فترة الإدارة العسكرية البريطانية
أثناء الحرب العالمية الثانية وسيطرة القوات البريطانية وحلفائها على مدينة طبرق في شرق ليبيا، تم مد خط للسكك الحديدية بين مدينة طبرق بمدينة الإسكندرية في مصر عبر مرسى مطروح لغرض التمويل الحربي، ليظل هذا الخط مستعملا إلى ما بعد انتهاء الحرب إلى أن قامت الإدارة العسكرية البريطانية في ديسمبر 1946 ببيع القضبان الحديدية بين طبرق وهضبة السلوم.
وفي طرابلس وبعد دخول القوات البريطانية للمدينة في يناير 1943، قامت فرقة المهندسين في الجيش البريطاني بالإسراع في إصلاح الخط لاستخدامه في العمليات الحربية والاستمرار في مطاردة قوات المحور في تونس.
وفي العام 1944 سمح للمدنيين باستخدام بعض خطوط السكك الحديدية، لكن بدأ الاهتمام بتلك الخطوط يخبو تدريجيا وقل استخدامها بعد تحسين الطرق المعبدة واستعمال سيارات النقل المختلفة محلها. لتتوقف عن الخدمة في أواسط الستينيات تقريبا.

## مشروع السكة الحديد
بدأ الشروع في تنفيذ شبكة حديثة للسكك الحديدية في ليبيا في العام 1992 ليصدر القانون رقم (14) لسنة 2003 الخاص بإنشاء «جهاز تنفيذ وإدارة مشروع الطرق الحديدية»، ويبلغ طول السكك الحديدية المتوقع انشائها في البلاد قرابة 3170 كيلومتر وعدد المحطات 75 محطة وعدد الجسور 168جسراً وسيربط بين بلدتي راس اجدير وامساعد أي الحدود الليبية الدولية مع كل من مصر وتونس عبر خط ساحلي متوقع أن يمر عبر أهم المدن الليبية إضافة لمروره بمناطق مختلفة من صحارى وجبال ومناطق زراعية، وخط ثاني سيصل بين الهيشة جنوبي مصراتة وغرب سرت، وبطول 800 كيلومتر، ومن ثم قد يصل في مرحلة ما إلى النيجر جنوب ليبيا.
وسيتم إنشاء السكك الحديدية حسب معيار ستيفنسن "Standard gauge" المحدد لمقاييس السكك الحديدية.
وتعاقدت «شركة الصين لإنشاءات السكك الحديدية» بإنشاء الخط الرابط بين سرت والخمس بطول 352 كيلومتر، والذي يتوقع الانتهاء منه في 2013، والخط الرابط بين طرابلس وراس اجدير، والخط الآخر يصل بين ميناء قصر أحمد في مصراتة ووادي الشاطئ قرب مدينة سبها، ويتوقع الانتهاء منه في 2012. وقد فازت الشركة بالعقد بقيمة بلغت 2.6 مليار دولار.
الخط الثالث 554 كيلومتر وسيصل بين مدينة بنغازي وسرت وستقوم بانشائه «شركة السكك الحديدية الروسية» ومن المتوقع أن يستغرق بنائه 4 أعوام. وكما سيقام خط بنغازي طبرق مروراً بمدينة المرج والبيضاء ودرنه ، وفيما يخطط لإنشاء خط عبر الصحراء الكبرى يصل إلى النيجر.

## المعدات
في 10 يوليو 2007 تم توقيع عقد مع شركة جنرال إلكتريك الأمريكية لغرض الامداد بالقاطرات وتدريب ليبيين في إدارة وتسيير الشبكة، يشمل العقد التزويد بقطع للغيار ومعدات تقنية. فيما تصل أول شحنة في أواسط 2009.